# جونگ این سو
جونگ این سو (کره‌ای: 정인서؛ زادهٔ ۹ مه ۲۰۰۰) بازیگر اهل کره جنوبی است. او بیشتر به خاطر ایفای نقش در مجموعه تلویزیونی تو کیستی: مدرسه ۲۰۱۵ و فیلم ساکت‌شده شناخته می‌شود.

## فیلم‌شناسی

### فیلم
| سال  | عنوان     | نقش     | منابع |
| ---- | --------- | ------- | ----- |
| ۲۰۱۰ | لباس عروس | جونگ آن | [ ۶ ] |
| ۲۰۱۱ | ساکت‌شده   | یو ری   | [ ۷ ] |

### مجموعه تلویزیونی
| سال       | عنوان                                     | نقش            | منابع  |
| --------- | ----------------------------------------- | -------------- | ------ |
| ۲۰۰۸      | ایلجیما                                   | سوم‌سوم‌یی       | [ ۸ ]  |
| ۲۰۰۸      | بیول سون گوم ۲                            | کوت بونگ       | [ ۹ ]  |
| ۲۰۰۸–۲۰۰۹ | معشوقه ستاره                              | این سو         | [ ۱۰ ] |
| ۲۰۰۹      | امپراتور آهن                              | ملکه وون پیونگ | [ ۱۱ ] |
| ۲۰۱۱      | درام ویژه: دوئت                           | هان جون هی     | [ ۱۲ ] |
| ۲۰۱۲      | درام ویژه: اس‌اواس - مدرسه ما را نجات دهید | کیم چونگ نا    | [ ۱۳ ] |
| ۲۰۱۲      | مراقب ما باش، کاپیتان                     | جونگ           | [ ۱۴ ] |
| ۲۰۱۳      | تاندر استور                               | جونگ این سو    | [ ۱۵ ] |
| ۲۰۱۴      | درام ویژه: گریه‌های مختلف                  |                | [ ۱۶ ] |
| ۲۰۱۵      | تو کیستی: مدرسه ۲۰۱۵                      | جونگ سو این    | [ ۱۷ ] |
| ۲۰۱۶      | آه گوم‌بی من                               | سو هی          | [ ۱۸ ] |
| ۲۰۱۷      | جادوگر در دادگاه                          | یون آه روم     | [ ۱۹ ] |
| ۲۰۱۸      | جنگل بزرگ                                 | شین نا یونگ    | [ ۲۰ ] |
| ۲۰۱۹      | هه‌چی                                      | گو می          | [ ۲۱ ] |